# Samuel Leonard Tilley
Samuel Leonard Tilley (ur. 8 maja 1818, zm. 25 czerwca 1896) – kanadyjski polityk konserwatywny II poł. XIX w., związany z prowincją Nowy Brunszwik. Był uczestnikiem konferencji w Charlottetown i Quebecu oraz konferencji londyńskiej. Zaliczany jest do grona Ojców Konfederacji, której był zwolennikiem.
Urodzony w Gagetown w Nowym Brunszwiku otrzymał średnie wykształcenie w szkole religijnej znajdującej się pod opieką kościoła anglikańskiego. W 1831 rozpoczął naukę zawodu jako czeladnik farmaceutyczny, a w 1838 zdobył licencję farmaceuty, po to by otworzyć własną aptekę. Choć przedsięwzięcie zapewniało dobry dochód, Tilley, coraz bardziej angażujący się w politykę, postanowił aptekę sprzedać w 1860.
Wszedł w świat polityki w 1850 wraz z wyborem do lokalnego zgromadzenia legislacyjnego, którego deputowanym był nieprzerwanie do 1867. W latach 1861–1865 i 1866–1867 był premierem Nowego Brunszwiku. On też wprowadził swoją prowincję do Konfederacji.
Był osobą bardzo religijną. Przez całe życie był nauczycielem w szkółce niedzielnej. Jego religijność wpływała na polityczne zapatrywania. Należał do ruchu tzw. Smashers, który usiłował wprowadzić w Nowym Brunszwiku prohibicję. Usiłowania te nie zakończyły się sukcesem. W życiu politycznym walczył o wprowadzenie odpowiedzialnego rządu oraz był blisko związany z przedsięwzięciem budowy Kolei Interkolonialnej.
Tilley jako premier Nowego Brunszwiku był aktywnym uczestnikiem obu konferencji konfederacyjnych oraz konferencji londyńskiej. To jemu, wprawnemu bibliście, przypisuje się pomysł nazwania nowego kraju Dominium Kanady, na podstawie psalmu 72, w.8. Z tego samego pasażu pochodzi także motto Kanady. Tilley popierał rezolucję quebecką, która jednak ku jego zaskoczeniu nie została dobrze przyjęta w prowincji. Wynikiem tego była przegrana w wyborach i utrata premierostwa na rzecz antykonfederatów pod wodzą Arthura Smitha. Jako że intensywna akcja informacyjna, już po wyborach, zmieniła nastawienie opinii publicznej, gubernator Nowego Brunszwiku podjął bardzo kontrowersyjną decyzję zdymisjonowania rządu Smitha i powołania w jego miejsce Tilleya. Przywrócony na stanowisko premiera Tilley przeforsował ratyfikację umów konfederacyjnych.
Tilley wszedł do pierwszego rządu Johna Macdonalda, w którym był odpowiedzialny za urząd celny. Po upadku rządu został mianowany gubernatorem porucznikiem Nowego Brunszwiku. Wszedł także do drugiego rządu Macdonalda zajmując w nim eksponowane miejsce, będąc twórcą tzw. National Policy – planu gospodarczego konserwatystów. Pozostał aktywny politycznie na poziomie prowincjonalnym i federalnym do czasu swej śmierci w 1896.